# Lepisorus lewisii
Lepisorus lewisii är en stensöteväxtart som först beskrevs av Bak., och fick sitt nu gällande namn av Ren-Chang Ching. Lepisorus lewisii ingår i släktet Lepisorus och familjen Polypodiaceae. Inga underarter finns listade.